# Polson (Montana)
Polson er en amerikansk by i staten Montana, i Lake County. I 2000 havde byen et indbyggertal på 4.041.
47°41′17″N 114°09′25″V / 47.6881°N 114.157°V